# شولگانوو
شولگانوو (انگلیسی: Shulganovo) یک شهرک در شهرستان تاتیشلینسکی استان باشقیرستان کشور روسیه است.